# Cueva de El Castillo
Cueva de El Castillo är en arkeologisk lokal inom komplexet grottorna i Monte Castillo, belägen i Puente Viesgo (Kantabrien, Spanien ). Den har funnits med på listan över världsarv i UNESCO sedan juli 2008, inom gruppen "Altamira Cave and Paleolithic rock art of the Cantabrian coast".

## Historia
Grottan upptäcktes 1903 av Hermilio Alcalde del Río, en av pionjärerna i studiet av den första grottkonsten i Kantabrien. Utgrävningen under ledning av Hugo Obermaier och Paul Wernert pågick från 1909 till 1914. Obermaier upptäckte 1912 bland annat den högra halvan av underkäken på ett fyra eller femårigt barn från Gravettian-eran, som 2019 daterades till en ålder mellan 25 000 och 29 000 år B.P. Utgrävningarna finansierades av prins Albert I av Monaco. Tidigare var ingången till grottan mindre men utökades vid de första arkeologiska utgrävningarna. 
Genom ingången kommer man till de olika rummen i grottan. Grottan har en mycket lång lagersekvens från lägre paleolitikum fram till bronsåldern. Stratigrafin omfattar inte mindre än 120 000 år. Grottan har mer än 150 avbildningar som blivit katalogiserade, bland vilka ristningarna av flera hjortar med repade ytor som skuggning sticker ut.
Obermaier och hans team grävde ut cirka 18 meter på bara fyra år och nådde mellanpaleolitiska nivåer för 150 000 år sedan. De moderna utgrävningarna har på tre decennier, med en mer vetenskaplig metodik, knappt grävt mer än en och en halv meter i lagren. Man har främst fokuserat på lager nr 18, som avsattes i början av senpaleolitikum. Moustérien-nivåerna i grottan är separerade från senpaleolitikum med ett kraftigt lager lera. Lagret kan motsvara flera tusen år då grottan var obebodd.
El Castillo är en viktig platsen i Spanien med en nästan fullständig lagersekvens från senpaleolitikum, och med lämningar från mellanpaleolitikum. Det är en viktig plats för att analysera levnadssätt och beteenden hos förhistoriska samhällen. Moderna människor fanns här redan för cirka 40 000 år sedan. Fossila lämningar efter människor i grottan är problematiska. De kommer från barn eller ungdomar, med former som inte kan definieras som neandertalare eller homo sapiens.

## Datering av målningarna
De äldsta målningarna i grottan härstammar från tidigaste delen av senpaleolitikum och de anses vara bland de äldsta konstverken i Europa. De är äldre än de i Chauvetgrottan. Det finns också avbildningar av djur, men de är yngre.

## Handavtryckens skapare
Grottan har cirka 25 handavtryck som ser ut som graffiti. De skapades genom att placera en hand på grottväggen och blåsa pigment över den. Konsten härstammar mest troligt från moderna människor (Homo sapiens), men även de sista neandertalarna kan inte uteslutas som upphovsmän. Arkeologen Dean Snow vid Pennsylvania State University analyserade handavtryck från åtta franska och spanska stenåldersgrottor, inklusive El Castillo-grottan, och fann att ungefär tre fjärdedelar av alla handavtryck kommer från kvinnor, och det finns också många handavtryck från barn och ungdomar. 